# Melaloncha oligoseta
Melaloncha oligoseta är en tvåvingeart som beskrevs av Brown 2006. Melaloncha oligoseta ingår i släktet Melaloncha och familjen puckelflugor.
Artens utbredningsområde är Costa Rica. Inga underarter finns listade i Catalogue of Life.